# Eleutherodactylus furcyensis
Espèce
Statut de conservation UICN

 CR A3c : 
En danger critique
Eleutherodactylus furcyensis est une espèce d'amphibiens de la famille des Eleutherodactylidae.

## Répartition
Cette espèce est endémique d'Hispaniola. Elle se rencontre entre 800 et 2 100 m d'altitude dans le Massif de la Selle à Haïti et dans la Sierra de Baoruco en République dominicaine.

## Description
Eleutherodactylus furcyensis mesure environ 36 mm. Son dos est olive doré tacheté de noir. Ses lèvres et sa gorge sont blanches et présentent de petites taches noires. Son ventre est vert jaune clair. Du rouge marque l'aine et ses cuisses.

## Étymologie
Son nom d'espèce, composé de furcy et du suffixe latin -ensis, « qui vit dans, qui habite », lui a été donné en référence au lieu de sa découverte, Furcy, dans le département de l'Ouest en Haïti.

## Publication originale
- Shreve & Williams, 1963 : The herpetology of the Port-au-Prince region and Gonave Island, Haiti, Part II. The frogs. Bulletin of the Museum of Comparative Zoology at Harvard College, vol. 129, p. 302-342 (texte intégral).